# Критцингер, Вильгельм
Вильгельм Фридрих Критцингер (нем. Friedrich Wilhelm Kritzinger) (14 апреля 1890, Грюнфир — 25 апреля 1947, Нюрнберг) — немецкий государственный деятель, статс-секретарь Имперской канцелярии (1942—1945).

## Биография
Родился в семье пастора в Грюнфире (округ Нетце). После получения аттестата зрелости с 1908 года изучал юриспруденцию во Фрайбурге, Берлине и Грайфсвальде. С 1911 по 1913 год и с 1920 по 1921 год проходил подготовительную службу в судах в Могильно и Берлине и в прокуратуре в Хиршберге. Во время Первой мировой войны был на фронте, закончил войну лейтенантом резерва. В 1918—1920 годах находился во французском лагере для военнопленных. В мае 1921 года сдал второй государственный экзамен (так называемый асессорский экзамен) и с июля по сентябрь 1921 года служил заседателем в окружном суде Стригау. Затем перешел в имперское министерство юстиции, где в качестве научного сотрудника занимался вопросами международного права. В 1925 году — окружной судья в прусском министерстве торговли. В 1926 году вернулся в Имперское министерство юстиции, где работал референтом, сначала по вопросам международного права, а с 1928 года по вопросам конституционного права. За это время был произведен в правительственного советника (регирунгсрат), в старшего правительственного советника (оберрегирунгсрат) и в 1930 году – в советника министров (министериальрат). Критцингер не принадлежал ни к одной политической партии Веймарской республики. Согласно его собственным показаниям на допросах после Второй мировой войны, на выборах в рейхстаг он голосовал за Немецкую национальную народную партию.
После прихода к власти национал-социалистов продолжал пользоваться большим уважением в министерстве юстиции не как идейный помощник нового руководства, а как эксперт по правовым вопросам. Отвечая за вопросы государственного права, принимал непосредственное участие в зверствах нацистов. Относительно акции «Ночь длинных ножей» 30 июня 1934 года Критцингер показал на допросе в 1946 году, что он участвовал в разработке закона, легитимировавшего как акты государственной самообороны убийства ряда руководителей СА, а также бывшего рейхсканцлера Курта фон Шлейхера и представителей консервативной элиты. Он также признал, что помог создать правовую основу для экспроприации профсоюзной собственности нацистами.
1 декабря 1935 году вступил в НСДАП. С 1938 года — министериальдиректор и начальник отдела в Имперской канцелярии, ближайший помощник её начальника Ганса Генриха Ламмерса.
В 1939 году участвовал в разработке распоряжения против «народных вредителей», которое представляло собой специальный уголовный закон военного времени с драконовскими наказаниями.
В 1941 году участвовал в разработке Распоряжения № 11 к Закону о гражданине Рейха, которое привело к конфискации собственности немецких евреев при их депортации.
20 января 1942 года в качестве представителя Имперской канцелярии участвовал в Ванзейской конференции, на которой обсуждались пути «окончательного решения еврейского вопроса». 
В ноябре 1942 года был назначен унтер-статс-секретарём Имперской канцелярии, позже его ранг был повышен до статс-секретаря.
Участвовал в разработке проекта распоряжения об ограничении средств правовой защиты для евреев.
В апреле 1945 года покинул Берлин, в мае 1945 года был назначен статс-секретарём правительства Деница во Фленсбурге. 23 мая был задержан союзными войсками, содержался в лагере военнопленных близ Брухзаля. Освобождён в апреле 1946 года, однако в декабре снова арестован. Признал своё участие в Ванзейской конференции и дал подробные показания. На допросе во время Нюрнбергского процесса в 1947 году заявлял, что стыдится преступлений национал-социализма. Освобождён в 1947 году в связи с резким ухудшением здоровья и вскоре умер.

## В массовой культуре
Критцингер выведен в немецком телевизионном фильме «Ванзейская конференция», где он наряду со Штуккартом хотя и потрясен услышанным, не пытается оказать противодействие. В фильме «Заговор», посвящённом Ванзейской конференции, Критцингер изображён как основной оппонент «окончательного решения», который после угроз Гейдриха в конфиденциальном разговоре быстро идет на попятную.